# Ansitz Albersheim

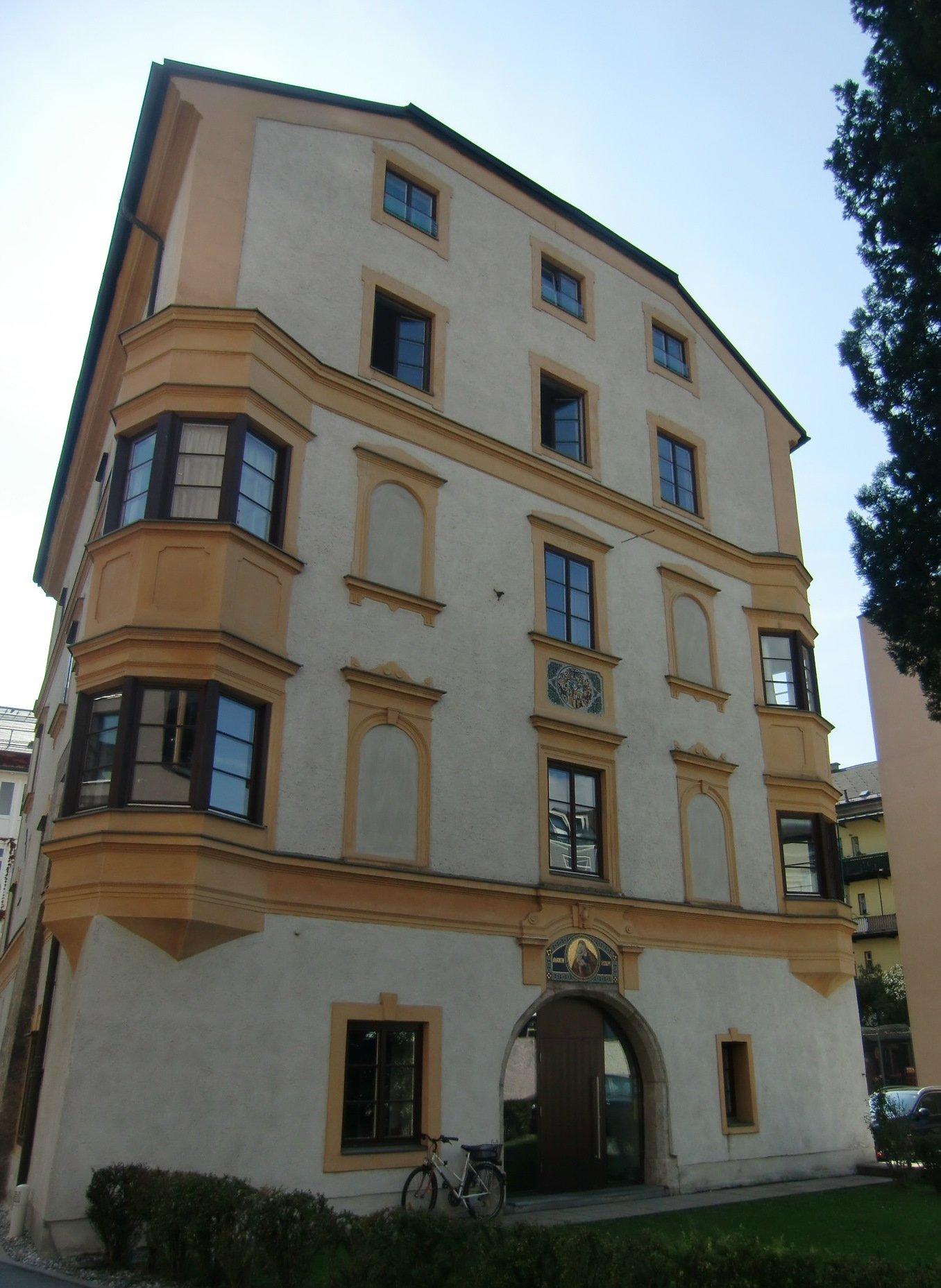
Ansitz Albersheim, Innrain 41

Der Ansitz Albersheim (zeitweilig auch Pfenningsches Schlössl bzw. Nothburgaheim genannt) liegt in der Stadt Innsbruck in Tirol (Innrain 41).

## Geschichte des Ansitzes
Durch Kaiser Ferdinand I. wurde Albersheim am 9. Oktober 1561 zu einem Edelsitz erhoben. Albersheim war der Wohnsitz des Tiroler Kanzlers Matthias Alber, der damals in den Adelsstand erhoben wurde und sich nun sich Alber von Alberburg und Albersheim nennen durfte. 1573 erwarb die Kammer das Gebäude und stellte es 1574 dem Innsbrucker Hofkapellmeister Wilhelm Brunereaw (Primau) zur Verfügung. 1628 wurde der Ansitz als neu erbaute Behausung des Cammermaisterambtsverwalters Ulrich Möst bezeichnet. 1775 ist Johann Valentin von Pfenning Besitzer des zweistöckigen Gebäudes (daher auch die Bezeichnung Pfenningsches Schlössl). Danach erwarb der Kaufmann Josef Rimmel Albersheim. Im 19. Jahrhundert kam es zu einem häufigen Besitzerwechsel, wobei das Haus aber immer in bürgerlichem Besitz blieb.
1862 wurde eine Aufstockung um eineinhalb Geschoße vorgenommen (Giebelgeschoß mit abgestutztem Giebel). 1887 ging das Gebäude in den Besitz des Kapfer’schen Männerversorgungshaus-Fonds über. 1934 gelangte der Ansitz in den Besitz der Stadt Innsbruck, aber bereits 1938 gehörte er dem Land Tirol. Dieses richtete hier ein Altenheim ein, das von der Nothburga-Stiftung betrieben wurde.

## Ansitz Albersheim heute
Das Gebäude wurde in einem ehemals bestehenden Obstgarten errichtet, von dem heute durch die Verbauung des Innrains nichts mehr vorhanden ist. Es ist ein würfelförmiges Gebäude mit seitlich ausgestellten Stützmauern und besitzt zwei ockerfarbige Eckerker aus dem 16. Jahrhundert. Das Haus wird durch zwei breite Gesimse gegliedert. Die Nordfront zeigt noch den Charakter eines Tiroler Edelsitzes. Über dem Haupteingang ist ein Mosaik des Gnadenbildes Mariahilf nach Lucas Cranach dem Älteren mit dem Jesuskind angebracht. Im Erdgeschoß befindet sich ein durchlaufender Flur mit Stichkappengewölben, im hinteren Bereich des Erdgeschoßes führt eine einarmige, gewendelte Treppe nach oben. Ein weiterer gewölbter Raum war früher die Kapelle des Ansitzes. Die Renovierung des Gebäudes wurde 1979 in die Wege geleitet, wobei durch freiwillige Leistungen des belgischen Bauordens der Notburga-Stiftung geholfen wurde.
Im ersten Obergeschoß war 1979 zuerst die von Albert Rangger gegründete „Galerie Ynnsprugger Werkstatt“ untergebracht. Aus dieser wurde 1995 unter Leitung von Elfriede Gerber die „Galerie Nothburga“. Darüber hinaus dient das Gebäude Wohnzwecken.